# Áno Kamíla
Áno Kamíla (Ano Kamila) är en ort i Grekland.   Den ligger i prefekturen Nomós Serrón och regionen Mellersta Makedonien, i den nordöstra delen av landet, 300 km norr om huvudstaden Aten. Áno Kamíla ligger 18 meter över havet och antalet invånare är 682.
Terrängen runt Áno Kamíla är huvudsakligen platt, men åt nordost är den kuperad. Terrängen runt Áno Kamíla sluttar söderut. Runt Áno Kamíla är det ganska tätbefolkat, med 67 invånare per kvadratkilometer. Närmaste större samhälle är Serrai, 10,8 km öster om Áno Kamíla. Trakten runt Áno Kamíla består till största delen av jordbruksmark.